# Теорема Гудштейна
Теорема Гудштейна — твердження математичної логіки про натуральні числа, зроблене Рубеном Гудштейном, стверджує, що всі послідовності Гудштейна закінчуються нулем. Це теорема є такою, що не виводиться із аксіом Пеано, але може бути доведена в арифметиці другого порядку.

## Послідовності Гудштейна
Спочатку визначимо нотацію запису чисел на основі степенів одного числа (hereditary base-n notation).
Запишемо натуральне число в вигляді {\displaystyle a_{k}n^{k}+a_{k-1}n^{k-1}+\cdots +a_{0},\;\;0\leq a_{i}\leq (n-1).} Потім позбудемось від коефіцієнтів, перетворимо множення в суму однакових доданків: {\displaystyle \ a_{k}n^{k}} стане {\displaystyle n^{k}+n^{k}+\cdots +n^{k}.}
Далі запишемо всі показники степенів в нашій нотації і продовжимо це робити рекурсивно поки всі числа в запису не стануть рівними n чи 0 (записуватимемо 1 для скороченого позначення n0).
Наприклад, 35 на основі степенів 2 буде
{\displaystyle \ 2^{2^{2}+1}+2+1.}
Послідовність Гудштейна для числа m позначимо G(m) і визначимо так: першим елементом послідовності буде число m, наступним елементом буде запис числа m на основі степенів 2; для наступного замінимо всі 2-ки на 3-ки й віднімемо 1, переведемо число в запис на основі степенів 3; і так далі.

## Приклади
Розглянемо коротку послідовність G(3):
| Основа | Запис                   | Значення |
| ------ | ----------------------- | -------- |
| 2      | 21 + 1                  | 3        |
| 3      | (31 + 1) − 1 = 31       | 3        |
| 4      | 41 − 1 = 1 + 1 + 1      | 3        |
| 5      | (1 + 1 + 1) − 1 = 1 + 1 | 2        |
| 6      | (1 + 1) − 1 = 1         | 1        |
| 7      | 1 − 1 = 0               | 0        |

Вже послідовність G(4) буде дуже довгою.